# Aéroport de Changzhou Benniu
L'aéroport de Changzhou Benniu (code IATA : CZX • code OACI : ZSCG) est un aéroport desservant la ville de Changzhou, dans la province du Jiangsu, en Chine.

## Compagnies aériennes et destinations
| Compagnies              | Destinations |
| ----------------------- | --- |
| Air China               | Pékin-Capitale, Chengdu-Shuangliu |
| Air Macau               | Macao |
| China Eastern Airlines  | Pékin-Capitale, Chengdu-Shuangliu, Chongqing-Jiangbei, Dalian-Zhoushuizi, Canton-Baiyun, Guilin-Liangjiang, Séoul-Incheon, Lanzhou, Shenzhen-Bao'an, Taïwan-Taoyuan, Xiamen-Gaoqi, Xi'an-Xianyang, Yinchuan Hedong |
| China Southern Airlines | Changsha, Canton-Baiyun, Shenyang, Shenzhen-Bao'an |
| Shenzhen Airlines       | Canton-Baiyun, Harbin Taiping, Shenzhen-Bao'an |
| Sichuan Airlines        | Chengdu-Shuangliu, Chongqing-Jiangbei, Harbin Taiping, Kunming-Changshui, Qingdao-Jiaodong, Sanya-Phénix, Xiamen-Gaoqi, Yichang, Zhuhai                                                                            |
| Lion Air                | Charter : Denpasar-Bali, Manado-S. Ratulangi |
| Lao Airlines            | Vientiane-Wattay |
| Spring Airlines         | Bangkok-Suvarnabhumi, Dalian-Zhoushuizi, Nagoya-Chūbu, Yinchuan Hedong |
| Thai Lion Air           | Bangkok-Don Muang |
| Vietnam Airlines        | Cam Ranh |

Édité le 03/02/2018